# Thomas K. McCraw
Thomas Kincaid McCraw (11 de setembro de 1940 — 3 de novembro de 2012) foi um historiador económico e professor universitário norte-americano. Vencedor do Prémio Pulitzer (1985), na categoria de História, pelo seu livro History for Prophets of Regulation: Charles Francis Adams, Louis D. Brandeis, James M. Landis, Alfred E. Kahn.

## Biografia
Thomas K. McCraw nasceu a 11 de setembro de 1940, em Corinth, Mississippi.
Em 1962, formou-se na Universidade do Mississippi, com o grau de bacharel em artes. De 1962 a 1966, foi oficial da Marinha dos Estados Unidos. Em 1966, fez pós-graduação na Universidade de Wisconsin-Madison, tendo completado o doutoramento em 1970. De 1967 a 1969, trabalhou como professor-assistente na Universidade de Wisconsin. Foi, ainda, professor-assistente de História, de 1970 a 1974, e professor-associado de História, de 1974 a 1978, na Universidade do Texas em Austin. Em 1978 ingressou na Harvard Business School (HBS), da Universidade de Harvard.
Ao longo da sua carreira académica, teve em vários cargos, nomeadamente diretor de pesquisa da HBS (1984-86), membro do Conselho da Sociedade Histórica de Massachusetts e, ainda, membro do conselho consultivo da Escola Nomura de Gestão Avançada, em Tóquio, Japão.
Casou-se com Susan Morehead em 1962, com quem teve três filhos.
McCraw faleceu a 3 de novembro de 2012, em Cambridge, Massachusetts.

## Obra
Livros lançados:
- Morgan versus Lilienthal: The Feud within the TVA (1970)
- Prophets of Regulation: Charles Francis Adams, Louis D. Brandeis, James M. Landis, Alfred E. Kahn (1984)
- Creating Modern Capitalism: How Entrepreneurs, Companies, and Countries Triumphed in Three Industrial Revolutions (1997)
- The Intellectual Venture Capitalist: John H. McArthur and the Work of the Harvard Business School (1999)
- American Business Since 1920: How It Worked (2000)
- Prophet of Innovation: Joseph Schumpeter and Creative Destruction (2007)
- The Founders and Finance: How Hamilton, Gallatin, and Other Immigrants Forged a New Economy (2012)